# Sonesimia cleusae
Sonesimia cleusae är en insektsart som beskrevs av Cavichioli et Sakakibara 1984. Sonesimia cleusae ingår i släktet Sonesimia och familjen dvärgstritar. Inga underarter finns listade i Catalogue of Life.